# Die Buschspringer
Die Buschspringer ist eine deutsche Fernsehserie. Die Serie umfasst nur eine Staffel mit 13 Folgen und wurde vom 4. Oktober 1976 bis zum 3. Januar 1977 im ZDF ausgestrahlt.

## Handlung
Thomas Dreger ist leidenschaftlicher Pilot. Doch nachdem ihm bei einer Fluggesellschaft in Deutschland aus gesundheitlichen Gründen gekündigt wurde, feuert ihn auch seine neue Fluggesellschaft in Kolumbien, weil er seinen ersten Rauswurf verschwiegen hatte. Kurzerhand macht sich Thomas selbstständig und gründet gemeinsam mit seinem neuen Partner Fred Behrend eine eigene kleine Gesellschaft, die als Buschspringer in Südamerika, von nun an Aufträge aller Art durchführt. 

## Episodenliste
| Folge | Titel                   | Erstausstrahlung |
| ----- | ----------------------- | ---------------- |
| 1     | Gefeuert                | 04.10.1976       |
| 2     | Pantherjagd mit Folgen  | 11.10.1976       |
| 3     | Heikle Fracht           | 18.10.1976       |
| 4     | Das Versteck im Meer    | 25.10.1976       |
| 5     | Sonderauftrag           | 08.11.1976       |
| 6     | Der erste Flug          | 15.11.1976       |
| 7     | Mord im Dschungel       | 22.11.1976       |
| 8     | Heiße Ladung für Sacama | 29.11.1976       |
| 9     | Affentheater            | 06.12.1976       |
| 10    | Steinige Geschäfte      | 13.12.1976       |
| 11    | Kostbare Beute          | 20.12.1976       |
| 12    | Transaktion             | 27.12.1976       |
| 13    | Gift aus Ararataca      | 03.01.1977       |

## Produktionsnotizen
Die einzelnen Episoden wurden jeweils Montags von 17.10 bis 17.40 Uhr im ZDF ausgestrahlt. Die Regie führte Peter Harlos.

## DVD-Veröffentlichung
Im Juli 2024 erschien vom Pidax Film- und Hörspielverlag eine Komplettbox der Serie mit zwei DVDs (319 Minuten, FSK ab 12 Jahren).